# Aardenburg (gemeente)

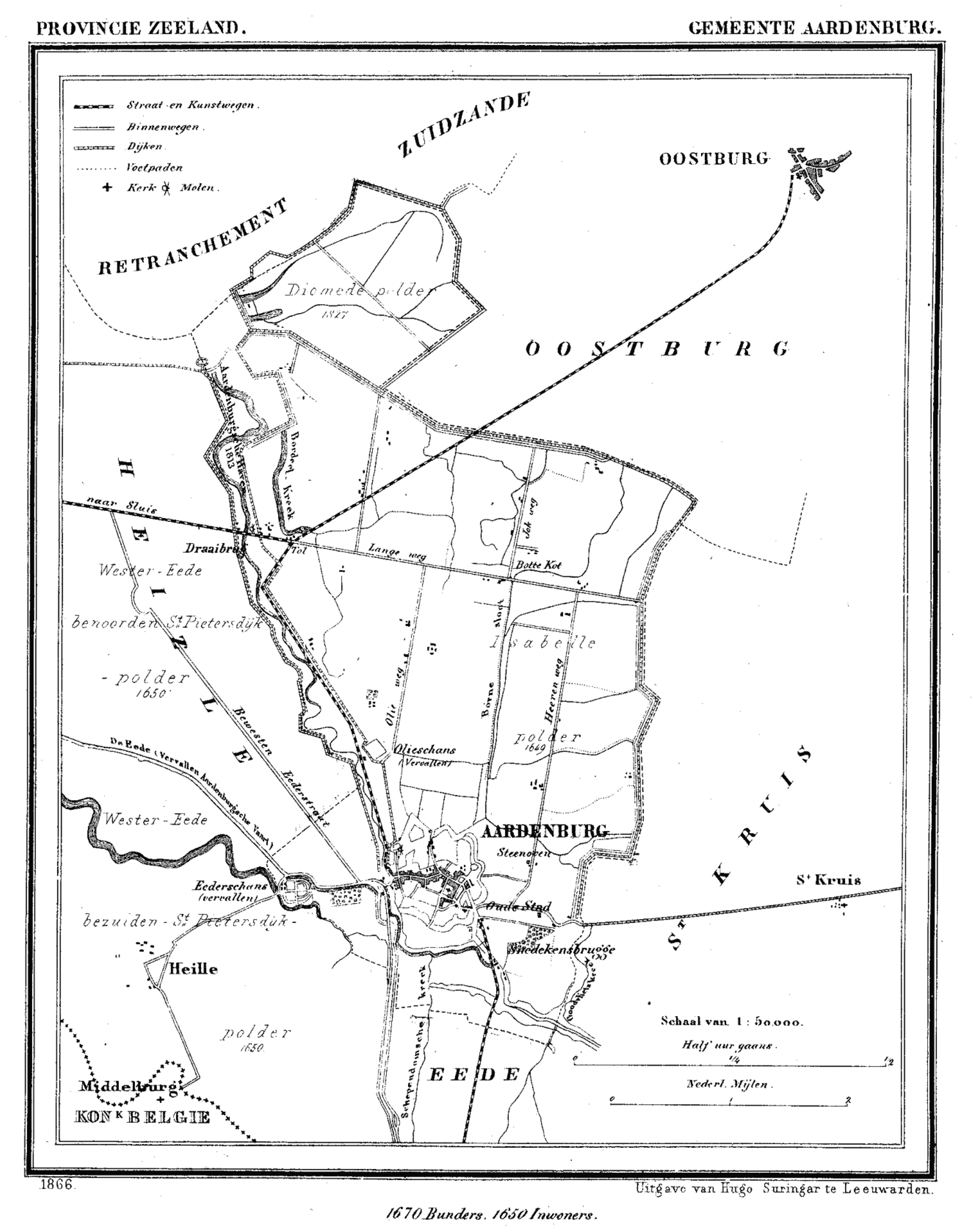
Kaart gemeente Aardenburg (1866)

wapen van de voormalige gemeente

vlag van de voormalige gemeente

Aardenburg is een voormalige gemeente in Zeeland waarvan de belangrijkste kern de stad Aardenburg was. Daarnaast bevatte ze nog de buurtschap Draaibrug. In 1941 werden de voordien zelfstandige gemeenten Eede en Sint Kruis bij Aardenburg gevoegd.
Bij de ingrijpende gemeentelijke herindeling van 1970 behield de gemeente Aardenburg haar zelfstandigheid. In 1995 werd de gemeente alsnog samengevoegd met de gemeente Sluis, waarbij de nieuwe gemeente Sluis-Aardenburg werd gevormd. In 2003 ging deze al op in de nieuwe gemeente Sluis, die geheel West-Zeeuws-Vlaanderen omvatte met uitzondering van Biervliet.
Aardenburg viel van 14 februari tot 28 april 1814 onder speciaal bestuur, daarna tot 19 september van dat jaar onder de provincie Brabant.

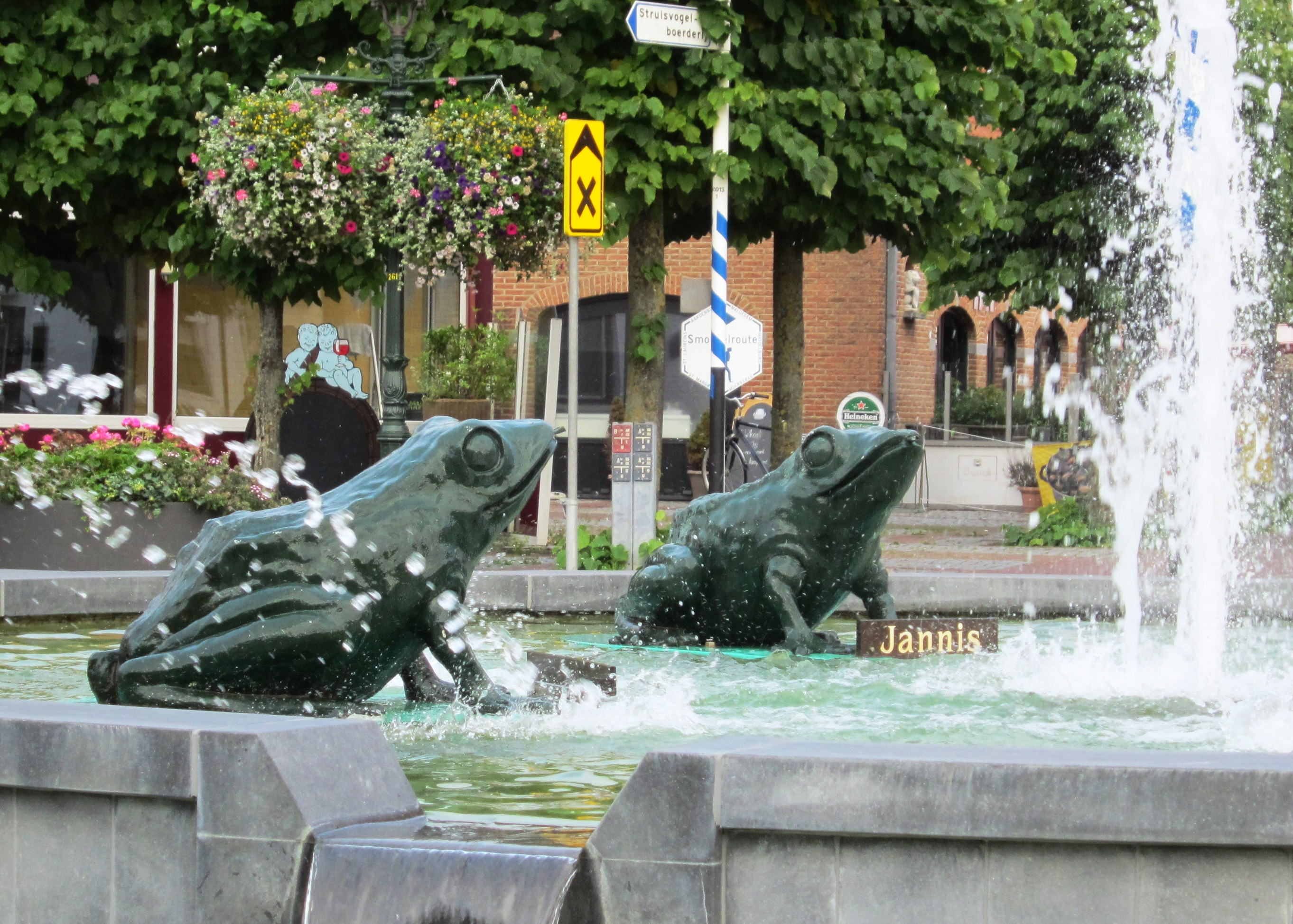

## Kikkerfontein
De voormalige gemeente is vereeuwigd door de 'kikkerfontein die zich sinds 1974 te Aardenburg bevindt en waar de kernen zijn voorgesteld door vier waterspuwende kikkers: Kobus (Aardenburg), Jannis (Draaibrug), Gerrit (Sint Kruis) en Camiel (Eede). In 2003 is deze fontein vernieuwd.
Kikkers was de bijnaam van de Aardenburgers, die ze te danken hadden aan de groene uniformen van hun harmonie en die naar verluidt gegeven werd door de bewoners van het rivaliserende stadje Sluis, die op hun beurt Maneblussers werden genoemd.

## Ereburgers
- E.J. van den Broecke-de Man (1964)
- Piet van Egmond (1973)